# Hippodrome de la Bretonnière
L'hippodrome de la Bretonnière est un champ de courses hippiques se situant sur la commune du Meslay-du-Maine, dans la Mayenne, en France.
Il est le troisième hippodrome français pour la qualification des Trotteurs français.